# Freyja
Freyja, Mardell, Vanadis ili Syr božica je ljubavi, ljepote i plodnosti u nordijskoj mitologiji. Njezin muž je Od–Svipdag, a kćeri Noss (Dragocjenost) i Gersimi (Ures). Ona je Freyeva (Freyr) sestra i Njordova (Njǫrðr) kćer.Navodno je lila zlatne suze za odsutnim mužem, ali je često optuživana i za promiskuitet. Prakticirala je seidhr, određenu vrstu magije koju je naučila i Odina. Njezinu kočiju vukle su dvije mačke a sama se mogla pretvoriti u sokola. Posjedovala je ogrlicu Brisingamen koju su joj napravila i poklonila četiri patuljka pod uvjetom da provede noć sa svakim od njih. Polovica ratnika palih u borbi pripada njoj.
Freya u staronorveškom znači "žena", "žena vođa" (fru na skandinavskom i frau na njemačkom).